# Heliophanus modicus
Heliophanus modicus là một loài nhện trong họ Salticidae.
Loài này thuộc chi Heliophanus. Heliophanus modicus được Elizabeth Maria Gifford Peckham & George William Peckham miêu tả năm 1903.